# Dżuhastra
Dżuhastra (ukr. Джугастра) – wieś na Ukrainie, w obwodzie winnickim, w rejonie tulczyńskim, w hromadzie Horodkiwka. W 2001 liczyła 724 mieszkańców, wśród których 711 wskazało jako ojczysty język ukraiński, 9 rosyjski, 3 mołdawski, a 1 białoruski.